# 에브리데이 (2018년 영화)
《에브리데이》(영어: Every Day)는 2018년 2월 개봉한 미국의 드라마, 판타지, 로맨스 영화이다. 마이클 수지가 감독을 제시 앤드류스와 데이비드 리바이던이 각본을 맡았다. 미국은 2018년 2월 23일에, 대한민국은 2018년 10월 11일에 개봉되었다.

## 줄거리
"A"라는 이름의 떠돌아다니는 영혼은 매일 다른 십 대의 몸에서 깨어난다. 어느 날, "A"는 리애넌의 남자친구 저스틴의 몸으로 깨어나고, 리애넌과 학교를 빼먹으며 즐거운 시간을 보낸다. 그날 "A"는 리애넌에게 사랑을 느끼게 되지만, 다음날 저스틴은 이전의 무심한 모습으로 돌아가 전날의 일을 기억하지 못한다.
이후 "A"는 리애넌의 주변을 맴돌기 위해 다양한 모습으로 나타난다. 교환학생 에이미, 파티에서 만난 네이선 등을 통해 리애넌과 가까워지려 노력하고, 결국 자신이 매일 다른 사람의 몸에 들어간다는 사실과 그녀를 사랑하게 되었다는 것을 고백한다. 처음에는 혼란스러워하던 리애넌도 "A"의 진심을 느끼고 그와의 만남을 이어간다.
"A"는 리애넌의 몸으로 깨어나 리애넌의 가족들과 시간을 보내기도 하고, 리애넌은 저스틴과 헤어진 후 "A"와 주말여행을 떠난다. 여행에서 "A"는 자신의 존재를 다른 사람들에게 알리는 것이 바람직하지 않다고 생각하지만, 리애넌은 "A"의 흔적을 남기는 것이 좋다고 말한다. 하지만 "A"는 다시 다른 몸으로 들어가게 되고, 리애넌은 "A"가 몸을 바꾼 이유가 폐 이식 수술 때문이었다는 것을 알게 된다.
두 사람은 서로에게 깊이 빠져들지만, "A"는 자살 충동을 느끼는 켈시의 몸에 들어가게 되자 리애넌과 함께 켈시를 돕기로 결심한다. 이후 "A"는 리애넌과 함께하기 위해 그녀의 반 친구 알렉산더의 몸에 머무르려 하지만, 결국 다른 사람의 삶을 영구적으로 빼앗을 수 없다는 사실을 깨닫는다. "A"는 리애넌에게 자신과 함께할 수 없음을 인정하고, 그녀에게 알렉산더가 더 나은 상대라고 말한다. 마지막 밤, 두 사람은 춤을 추며 작별을 고하고, 다음 날 "A"는 다시 다른 몸으로 떠나고 리애넌은 학교에서 알렉산더를 만나게 된다.

## 출연진
- 앵거리 라이스 - 리아넌 역
- 저스티스 스미스 - 저스틴 역
- 오웬 티그 - 알렉산더 역
- 루카스 제이드 주먼 - 네이든 역
- 콜린 포드 - 자비에 역
- 데비 라이언 - 졸린 역
- 제이콥 배덜런 - 제임스 역
- 숀 존스 - 조지 역
- 마리아 벨로 - 린제이 역
- 제니 로스 - 에이미 역
- 마이클 크램 - 닉 역